# Stinkend rijk en dakloos
Stinkend rijk en dakloos is een Nederlandse realityserie van de KRO waarin vier welgestelde Nederlanders hun luxe leven gedurende één week verruilen voor een zwerversbestaan.
Modetycoon Patrick Lusink, ex-Miss Nederland Kim Kötter, selfmade miljonair Laurens Simonse en jonge ondernemer Jean-Jacques François de Beaucour mogen een week lang geen gebruik maken van hun geld, telefoon en andere bezittingen. Gehuld in simpele kleding moeten overleven in de straten van Amsterdam, hierbij gevolgd door een camera. Gedurende de week worden ze bijgestaan door twee experts op het gebied van het bestaan als zwerver, te weten Sander de Kramer – hoofdredacteur van de Daklozenkrant – en een persoonlijke buddy die zelf dakloos is of ooit is geweest. Getoetst wordt of het idee van de vier rijke deelnemers, dat dakloos zijn in Nederland altijd een keuze is, na een week nog stand heeft gehouden.
In december 2010 ging het vervolg Stinkend, beroemd en dakloos van start.